# Efecto Jack-in-the-box

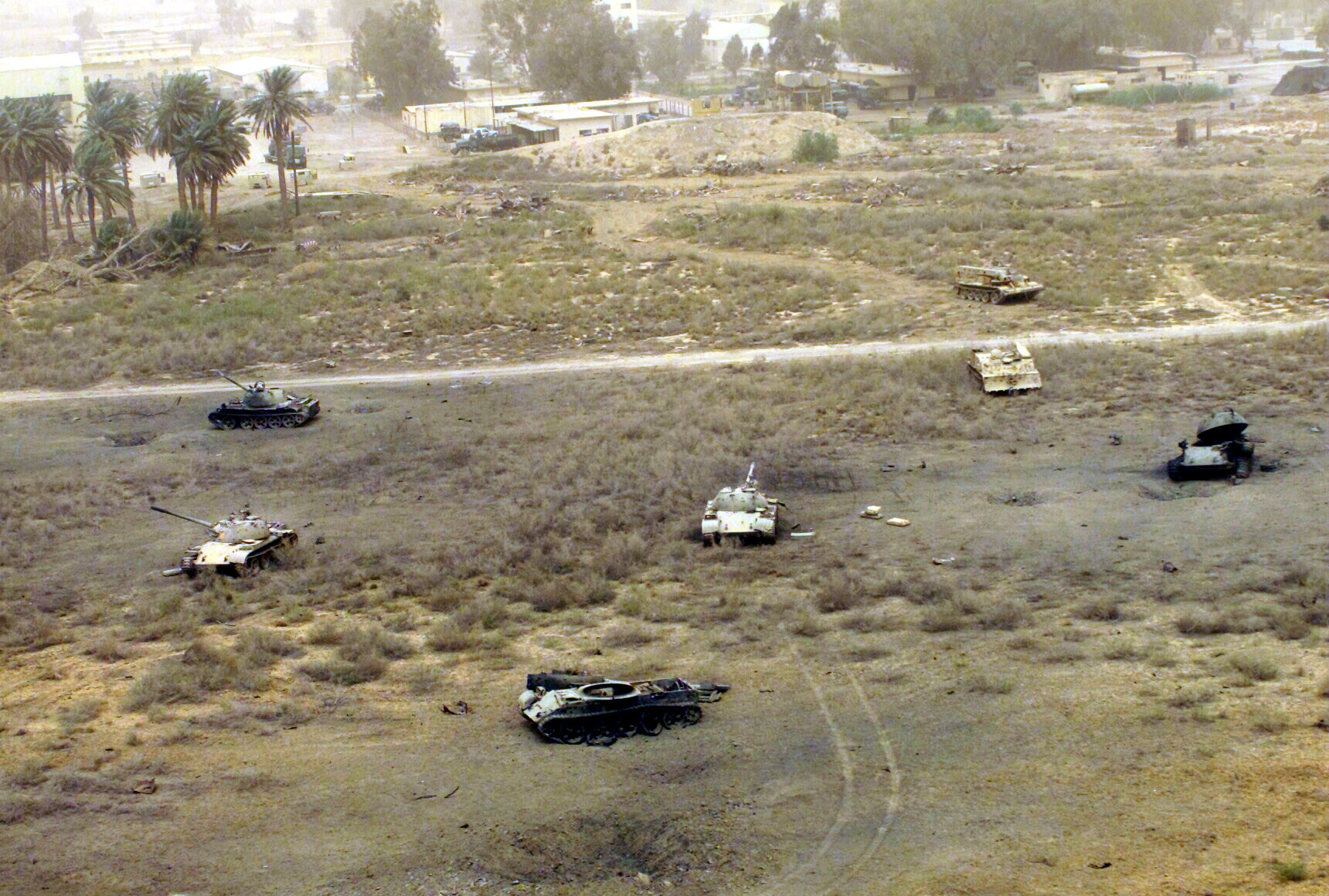
Un grupo de carros de combate iraquíes destruidos, con dos vehículos en la parte inferior y derecha mostrando los resultados del efecto jack-in-the-box.

El efecto Jack-in-the-Box se refiere al efecto específico de una baja catastrófica sobre un tanque u otro vehículo blindado con torreta en el cual una explosión de la munición causa que la torreta sea removida del chasis y lanzada al aire. Toma su nombre de la palabra inglesa para la caja sorpresa.

## Mecánica

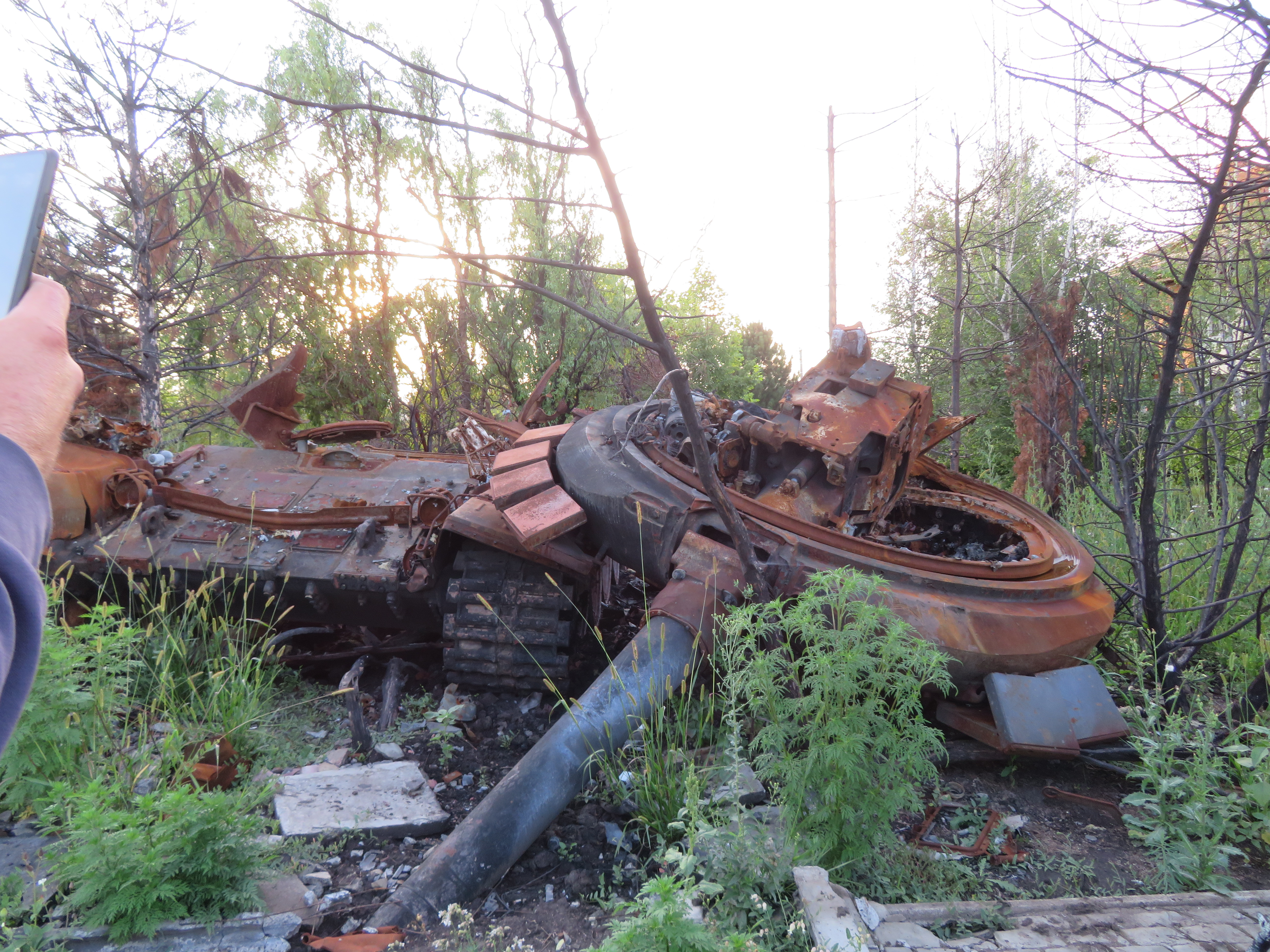
En la preparación de la invasión a Ucrania, las fuerzas Rusas colocaron rejillas de acero improvisadas en la parte superior de la torreta. Estas implementaciones agregan peso al tanque, aumentan su perfil visual y dificultan que la tripulación escape del tanque.

Si el estallido de un proyectil antitanque o carga hueca llega a penetrar el chasis de un vehículo blindado con torreta y posteriormente el compartimiento de munición, la onda de choque o calor y presión puede ser suficiente para causar la detonación inducida por calor o detonación por simpatía de la carga entera de proyectiles y propelente del vehículo. Esto causa una masiva e instantánea sobrepresíon en el compartimiento interno sellado del vehículo, hasta que explota hacia afuera a través del punto más débil en el compartimiento, el anillo de la torreta, arrancando la torreta completamente del chasis y lanzándola al aire en un chorro de fuego.
El efecto jack-in-the-box solo suele ocurrir en vehículos que están "abrochados" (con las escotillas cerradas), y que tienen munición internamente guardada y sin sistemas de seguridad en caso de falla. Carros de combate de la era de la Segunda Guerra Mundial frecuentemente eran vistos siendo destruidos de esta manera debido a un pobre diseño (varios diseñadores no habían tomado en cuenta la necesidad de protección especial para los compartimientos de munición).
Varios tanques modernos (por ejemplo, el M1 Abrams, Leopard 2, Challenger 2 y la serie Leclerc, para nombrar algunos) tienen compartimientos especiales diseñados para proteger a la tripulación al incendiarse para que el tanque sufra una baja de armamento—al ser dañados, estos se abren para ventilar los explosivos y propelentes lejos de la tripulación. La tripulación intacta puede llevar a su vehículo a un centro de mantenimiento o al menos puede escapar de él.
En la Intervención turca en Siria, se publicaron en enero de 2017 imágenes y vídeos que mostraban varios Leopard 2A4 completamente destruidos, algunos con sus torretas voladas.
En la guerra ruso-ucraniana de 2024, se observó que un tanque de origen británico Challenger 2 sufrió el efecto Jack-in-the-box, durante la Ofensiva de Kursk de 2024, en Rusia, pese a sus sistemas de almacenaje de munición. 